# 杯狀南鰍
杯狀南鰍（學名：Schistura scyphovecteta）為輻鰭魚綱鯉形目條鰍科南鰍屬的其中一種。分布於亞洲印度米佐拉姆邦Kaoao及Kolchaw河流域，體長可達3.8公分，棲息在河川底層水域，生活習性不明。

## 扩展阅读
維基物種上的相關：杯狀南鰍